# 米罗斯拉夫·弗拉赫
米罗斯拉夫·弗拉赫（捷克語：Miroslav Vlach，1935年10月19日—2001年12月8日），捷克男子冰球运动员。他曾代表捷克斯洛伐克国家队参加1960年和1964年冬季奥林匹克运动会冰球比赛，获得一枚铜牌。